# Цивільні партнерства в Україні
Реєстровані (цивільні) партнерства в Україні, як різностатеві, так і одностатеві сімейні союзи наразі не передбачені чинним законодавством. 7 березня 2023 року у Верховну Раду України було внесено законопроєкт щодо впровадження можливості реєстрації цивільних партнерств. Реєстроване партнерство визначить правовий статус партнерів, права та обов'язки, правовий режим майна, право спадкування, соціальний захист партнерів, права в разі смерті або зникнення партнера тощо. Реєстроване партнерство не є шлюбом і в цьому інституті відсутнє право спільного усиновлення й опіки над дітьми.
Питання впровадження цивільних партнерств особливо загострилося після початку процесу вступу України до Європейського Союзу в 2022 році та російського широкомасштабного вторгнення в Україну під час російсько-української війни. У березні 2023 року була зареєстрована петиція за реєстровані партнерства для одностатевих та різностатевих пар, на підтримку законопроєкту № 9103 «Про інститут реєстрованих партнерств», у квітні 2023 року вона набрала 25 тисяч підписів. У травні 2023 року Президент України Володимир Зеленський відповів на петицію, зазначивши, що Міністерство юстиції України в працює над законодавчим запровадженням інституту цивільного партнерства в Україні заради усунення дискримінаційних положень, які порушують майнові та немайнові права партнерів, які не можуть реєструвати шлюб. Станом на серпень 2024 року законопроєкт підтримали п'ять парламентських комітетів.
14 травня 2025 року урядом було схвалено дорожню карту під час вступу до ЄС, зокрема п. 3.11 передбачено розроблення та прийняття закону, який визначає правовий статус реєстрованих партнерств зі строком виконання в III кварталі 2025 року.
Опитування 2020-х років показують, що більшість українців радше підтримують впровадження одностатевих реєстрованих партнерств. Окремо, в ЛГБТ-спільноті України є побоювання, що поява інституту цивільних партнерств зробить перспективу впровадження одностатевих шлюбів в Україні недосяжною.

## Історія
В Україні наразі законодавство не передбачає можливості реєстрації зареєстрованого партнерства для різностатевих чи одностатевих пар. Однак згідно з частиною 2 статті 21 Сімейного кодексу України зареєстрований шлюб допускається лише між різностатевими особами. Тому правових підстав для легалізації одностатевих шлюбів в Україні немає. З іншого боку, різностатеві пари, які живуть разом, можуть підтвердити свій фактичний шлюб, не реєструючи свої стосунки в державних органах. Проте цей статус пов'язаний з певними ризиками та недоліками, оскільки фактичний шлюб не дає партнерам усіх прав та обов'язків, які дає шлюб.
Щодо можливості реєстрації різностатевих пар в Україні, законопроєкт передбачаючий таку можливість був підготовлений, але й досі не прийнятий парламентом. З проєкту плану реалізації дій національної стратегії зникло слово «одностатеві», що може свідчити про відсутність найближчих планів щодо легалізації одностатевих партнерств.
На розгляді у Європейському суді з прав людини (ЄСПЛ) перебувала перша скарга гомосексуальної пари проти України. Позивачі вважають, що зазнали порушень статей 14 і 8 Конвенції про захист прав людини, а також вони наголошують, що відчувають переслідування через свою сексуальну орієнтацію. Як зауважили в Українській Гельсінській спілці з прав людини, адвокати якої представляють інтереси позивачів у суді, нині розгляд скарги перебуває на стадії комунікації. Юристи готують ключові аргументи на доказ того, що права заявників були порушені, а уряд України, ознайомившись зі справою, має надати ЄСПЛ по ній свої зауваження. У випадку, якщо Європейський суд з прав людини винесе рішення на користь заявників, це зобов'яже Україну удосконалити законодавство, яке захищатиму права геїв, лесбійок і трансгендерних осіб. Також це дозволить іншим одностатевим парам звертатися за захистом до ЄСПЛ. Правозахисники зазначили, що не можуть передбачити остаточного рішення суду, але в попередній аналогічній справі Оліарі та інші проти Італії ЄСПЛ визнав порушення державою прав людини, після чого Парламент Італії ухвалив закон про реєстроване цивільне партнерство для одностатевих пар.
1 червня 2023 року ЄСПЛ ухвалив рішення у справі Андрія Маймулахіна й Андрія Марківа. ЄСПЛ визнав, що відсутність в Україні законодавчого регулювання відносин одностатевих пар є порушенням статей 8 (право на особисте сімейне життя) та 14 (заборона дискримінації) Європейської конвенції з прав людини. Кожному з заявників суд присудив 5 000 євро компенсації.

### Передумови
У межах реалізації норм угоди про національну стратегію у сфері прав людини в рамках асоціації з Європейським Союзом, уряд взяв на себе зобов'язання реалізувати механізм реалізації можливості укладення цивільних партнерств між двома повнолітніми людьми, незалежно віх їхньої статі.
Цей пункт був запланований в рамках Національної стратегії у сфері прав людини на період до 2020 року, але так і не був виконаний.
У проєкті плану дій з реалізації Національної стратегії на 2021—2023 роки, який нині розробляється, слово «одностатеві» зникло. Якщо це було зроблено з метою зменшення протесту, то я не можу погодитись з цією позицією. Рівність перед законом та правами людини повинна бути пріоритетом, а не піддаватись політичним чи соціальним тискам.

### Петиції
У червні 2022 року на сайті Президента України була зареєстрована петиція щодо запровадження одностатевих шлюбів в Україні, яка набрала понад 28,5 тисяч підписів і була розглянута в серпні 2022 року Володимиром Зеленським, проте була відхилена через неможливістю внесення змін Конституції України під час воєнного стану в умовах російського широкомасштабного вторгнення під час російсько-української війни.
Після внесення у Верховну Раду України законопроєкту № 9103 «Про інститут реєстрованих партнерств» 28 березня 2023 року була створена петиція щодо підтримки законопроєкту, яка набрала 26 квітня 2023 року необхідні 25 тисяч підписів для розгляду. 26 травня 2023 року Президент України Володимир Зеленський відповів на петицію, зазначивши, що Міністерство юстиції України вже працює над законодавчим запровадженням інституту цивільного партнерства в Україні заради усунення дискримінаційних положень, які порушують майнові та немайнові права партнерів, які не можуть реєструвати шлюб.

### Законопроєкт 9103
Згідно з пропонованим законопроєктом, цивільне партнерство передбачає низку прав і можливостей для партнерів. Зокрема, воно передбачає спільне володіння майном, яке набуте під час існування партнерства, а також можливість успадкування майна одного з партнерів після його смерті. Партнери також матимуть право на соціальні виплати від держави у випадку тяжкої хвороби або смерті партнера. Окрім того, цивільне партнерство передбачає права на спадщину від партнера, які були б застережені для подружжя у звичайному шлюбі. Це дозволить партнерам захистити свої права та інтереси в разі, якщо їхнє партнерство буде офіційно визнане державою. Важливо зауважити, що зокрема для військових ці пункти є особливо важливими та актуальними. Оскільки вони можуть бути відділені від своїх родин на тривалий час, цивільне партнерство дозволить їм мати законну підтримку та захист своїх прав на майно та соціальні виплати у разі потреби.
У травні 2023 року законопроєкт одноголосно підтримали два парламентські комітети. У жовтні 2023 року законопроєкт про реєстровані партнерства підтримали Міністерство оборони України та Міністерство юстиції України.
9 серпня 2024 року комітет Верховної Ради з питань здоров'я нації, медичної допомоги та медичного страхування підтримав законопроєкт №9103 про цивільні партнерства.

#### Деталі законопроєкту
Відповідно до пояснювальної записки до законопроєкту, документ складатиметься з п'яти розділів:
- Розділ I «Загальні положення» визначає поняття реєстрованого партнерства, встановлює основні засади його регулювання, закріплює положення про договір реєстрованого партнерства, визначає основи регулювання реєстрованих партнерств, укладених відповідно до права іноземної держави.

- Розділ II «Правовий статус, права й обов'язки реєстрованих партнерів» закріплює особисті немайнові права та обов'язки реєстрованих партнерів, зокрема права партнера у разі смерті чи зникнення безвісти іншого з реєстрованих партнерів, положення про правовий режим майна реєстрованих партнерів, визначає правила спадкування реєстрованими партнерами за законом і за заповітом, встановлює засади соціального захисту реєстрованих партнерів.

- Розділ III «Порядок проведення і правові наслідки державної реєстрації реєстрованих партнерств» визначає суб'єктів проведення державної реєстрації реєстрованого партнерства, які документи подаються для реєстрації, в якому порядку проводиться реєстрація, місце і строки проведення реєстрації та правові наслідки державної реєстрації партнерства.

- Розділ IV «Порядок визнання недійсними та припинення реєстрованих партнерств» визначає підстави та порядок визнання партнерств недійсними, як органом державної реєстрації актів цивільного стану, так і судом, правові наслідки недійсності, а також порядок припинення реєстрованого партнерства в тому числі внаслідок його розірвання.

- Розділ V «Прикінцеві положення» встановлює строки набуття чинності Законом, та вносить зміни до ряду інших законів для узгодження їх положень з текстом цього Закону.

### Дорожня карта з питань верховенства права 2025 року
14 травня 2025 року Кабінет Міністрів України ухвалив та затвердив дорожню карту трансформацій у сферах верховенства права під час вступу до ЄС, зокрема п. 3.11 про дискримінацію щодо представників ЛГБТІК спільноти, передбачено розроблення та прийняття закону, який визначає правовий статус реєстрованих партнерств, особисті немайнові та майнові права й обов’язки партнерів, їх захист, зі строком виконання в III кварталі 2025 року.

## Громадська думка
Опитування 2020-х років показують, що більшість українців радше підтримують впровадження одностатевих реєстрованих партнерств. Згідно з дослідженням Київського міжнародного інституту соціології в травні 2022 року, більше половини (64 %) погоджуються, що ЛГБТ-люди повинні мати такі ж права, як й інші громадяни. Проти ідеї реєстрованого партнерства ЛГБТ-людей без права спільного всиновлення не заперечують 50,7 % опитаних. Майже 41,9 % не підтримують, і 7,4 % не змогли відповісти.
Згідно з опитуванням Центру соціальних експертиз Інституту соціології НАН України за 2022 рік, за останні десять років рівень підтримки одностатевих шлюбів в Україні зріс майже вдвічі. У 2022 році 53 % опитаних підтримували це право, тоді як у 2013 році «за» проголосували 33 %.

## Критика
Попри те, що цивільні партнерства є нормою у багатьох країнах, в Україні вони досі не були легалізовані через протест з боку деяких обласних та міських рад, релігійних організацій та громадських організацій на кшталт «Любов проти гомосексуалізму».
Тетяна Касьян зауважує, що в ЛГБТ-спільноті України є побоювання, що поява інституту цивільних партнерств зробить перспективу легалізації одностатевих шлюбів в Україні недосяжною, адже, наприклад, Швейцарія запровадила цивільні партнерства в 2007 році, а одностатеві шлюби — лише в 2022 році.